# Dispensazionalismo
Il dispensazionalismo è una corrente teologica di origine anglosassone; trae il suo nome dal termine inglese dispensation che, nella versione autorizzata della Bibbia di re Giacomo, ricorre nel Nuovo Testamento greco come traduzione del termine οικονομια (da cui la parola italiana "economia"), dal significato di "amministrazione" (di una casa o proprietà). L'apostolo "amministra", dispensa, l'annuncio dell'Evangelo. Egli ha ricevuto da Dio un incarico: "dispensare" la Sua grazia.
Dispensazione indica pure il periodo in cui avviene una particolare dispensazione, o ciò che Dio si compiace di provvedere in un dato periodo.

## Uso del termine in teologia
Il dispensazionalismo è la concezione che suddivide la storia umana e quella del Popolo di Dio in particolare, in differenti periodi, età, ere o "dispensazioni". In ciascuno di quei periodi Dio avrebbe impartito particolari grazie, stabilito leggi, istituzioni, privilegi ecc. da considerarsi solo propri a quei periodi e non ad altri.
Il dispensazionalismo giunge ad affermare che il modo secondo il quale, in ciascun periodo, l'essere umano può essere salvato di fronte a Dio è diverso. In un dato periodo, quindi, si sarebbe salvati tramite la qualità della propria ubbidienza alla legge di Dio, in un periodo differente solo per grazia. Questa concezione, però, è contestata.

## Le dispensazioni secondo Scofield
Secondo il teologo evangelico Cyrus Scofield (1843-1921), una "dispensazione" è "un periodo di tempo durante il quale l'ubbidienza dell'uomo viene messa alla prova rispetto ad alcune rivelazioni specifiche della volontà di Dio.
Esistono alcune differenze fra i dispensazionalisti, ma fra di essi è ampiamente accolta la suddivisione operata da Scofield.
Le dispensazioni sarebbero:
- Età dell'innocenza (prima della Caduta);
- Età della coscienza (dalla Caduta a Noè);
- Età del governo umano (da Noè ad Abramo);
- Età della promessa (da Abramo a Mosè);
- Età della Legge (da Mosè a Gesù Cristo);
- Età della Grazia (il tempo della Chiesa);
- Età del Regno (il Millennio);
- La fine del Millennio vede l'inizio della condizione eterna.

## Rapporto fra Chiesa e Israele
Il dispensazionalismo si è particolarmente diffuso fra le Chiese evangelicali ed è oggi particolarmente evidente nella concezione che promuove del rapporto fra la chiesa e l'Israele storico, etnico.
Secondo questo punto di vista, gli ebrei (il popolo di Israele) si distinguono radicalmente dalla Chiesa (hanno finalità diverse nei piani di Dio, sono due realtà distinte): essi governeranno la terra di Israele per mille anni dopo che Cristo sarà tornato ed avrà "rapito" (portato via con sé) i cristiani. La chiesa, in questo sistema, deve attendere il sorgere del nuovo cielo e della nuova terra dopo il compimento di questi mille anni.

## Esponenti del dispensazionalismo
Si considera generalmente John Nelson Darby come il fondatore del Dispensazionalismo, che si ispira ad alcune idee di Sant'Agostino. Tutti i dispensazionalisti sono necessariamente premillenaristi, ma il contrario non è sempre il caso.
Il dispensazionalismo è stato ampiamente diffuso attraverso la Bibbia annotata di Scofield, e la sua piena espressione teologica si trova nelle opere di L. S. Chafer. Una sua versione estrema, chiamata Ultra-dispensazionalismo è quella di Ethelbert William Bullinger.
Uno degli ultimi esponenti del dispensazionalismo è stato l'americano Charles Caldwell Ryrie (1925-2016).
Il termine "dispensazione" (come equivalente virtuale di "patto" o "alleanza") è usato anche da coloro che non accettano il Dispensazionalismo come delineato qui sopra.